# حمایت جنگل

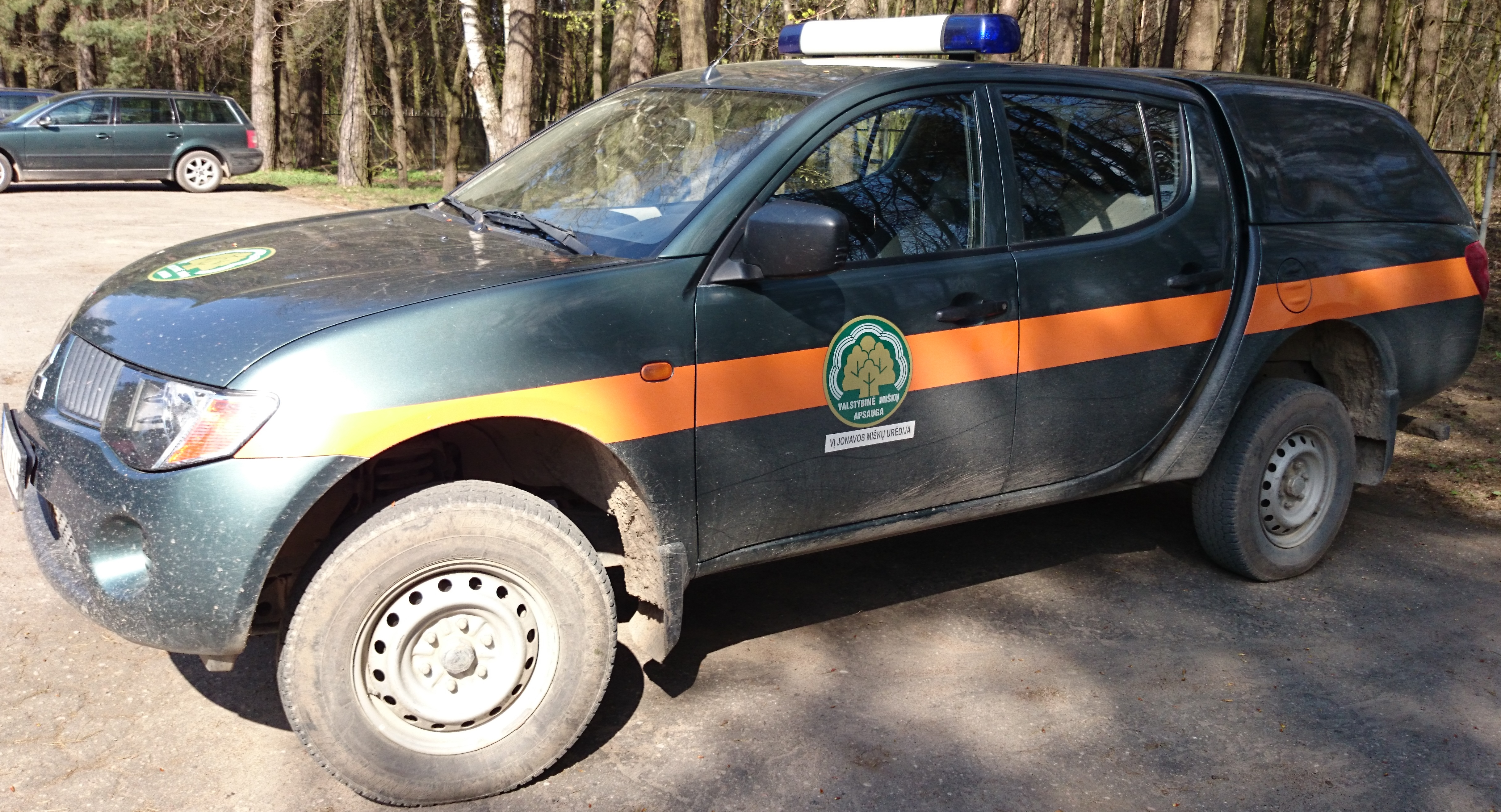
امنیت جنگل در لیتوانی

حمایت جنگل (به انگلیسی: Forest protection) شاخه‌ای از جنگل‌داری است که به حفظ یا بهسازی جنگل و پیشگیری و کنترل خسارات وارده به جنگل توسط عوامل طبیعی یا انسان‌ساز مانند آتش‌سوزی جنگل‌ها، آفات گیاهی و شرایط نامساعد اقلیمی (گرمایش جهانی) می‌پردازد.
حمایت از جنگل‌ها همچنین دارای جایگاه قانونی است و به جای حفاظت از تنها افرادی که به جنگل‌ها آسیب می‌زنند، گسترده‌تر است و بیماری‌شناسی جنگل را نیز دربر می‌گیرد. با توجه به تاکیدهای مختلف، روش‌های بسیار متفاوتی برای حمایت از جنگل وجود دارد.
انواع سوء استفاده‌های انسانی که حمایت از جنگل به دنبال جلوگیری از آن است، عبارتند از:
- کشاورزی تهاجمی یا ناپایدار و قطع درختان
- آلودگی خاک جنگل
- گسترش توسعه شهری ناشی از انفجار جمعیت و گسترش شهری ناشی از آن

در خصوص تاثیر روش‌های حفاظت از جنگل‌ها بحث‌های قابل توجهی وجود دارند. اجرای قوانین مربوط به زمین‌های جنگلی خریداری شده در اکثر نقاط جهان یا ضعیف هستند و یا اصلاً وجود ندارند. در آمریکای جنوبی که وسعت جنگل‌های بارانی زیاد است این موضوع به طور فزاینده‌ای خطرناک است. به عنوان مثال اخیرا مقامات آژانس ملی محیط زیست برزیل در حین انجام وظایف معمول خود مورد اصابت گلوله قرار گرفتند.